# لونتنوو
لونتنوو (به لاتین: Leontynów) یک روستا در لهستان است که در گمینا مووجشن واقع شده‌است.